# Il senso degli altri
Il senso degli altri è un film documentario del 2007 diretto da Marco Bertozzi. È stato presentato al venticinquesimo Torino Film Festival e, nel 2008, al Sole Luna Doc-film Festival di Palermo, dove ha vinto il premio per il miglior documentario categoria Mediterraneo.

## Trama
Tra Rimini e San Marino vengono rintracciate le origini della comunità arbëreshe, ovvero gli albanesi in italia, la cui cultura sta progressivamente svanendo. Perfino a Tirana gli arbëreshe sembrano non aver quasi lasciato traccia.

## Produzione
Alle sequenze dal vivo vengono alternate sequenze di animazione realizzate da Simone Massi.
Vengono inoltre utilizzate immagini di archivio provenienti dall'inchiesta televisiva Quando la scuola cambia (1979), di Vittorio De Seta.